# 巴甫利夫卡 (瓦西里夫卡區)
47°36′4″N 35°30′41″E / 47.60111°N 35.51139°E
巴甫利夫卡（烏克蘭語：Павлівка）是位於烏克蘭東南部的村莊，由扎波羅熱州瓦西里夫卡區斯泰普諾希爾斯克市鎮負責管轄。該村始建於1890年，面積13.8平方公里，海拔高度93米，2001年人口174，人口密度每平方公里12.6人。